# Rehnsgatan

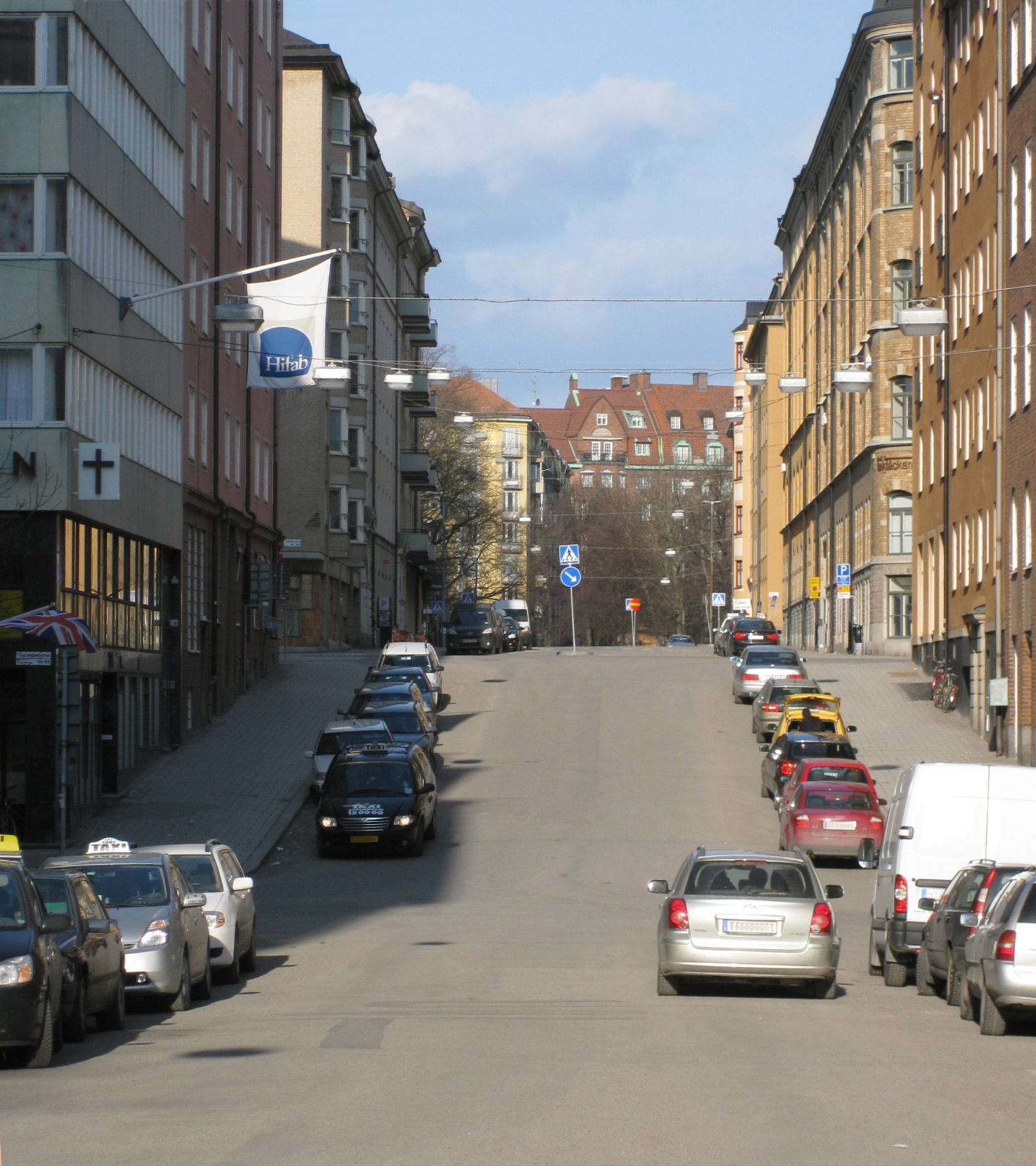
Rehnsgatan sedd från Sveavägen

Rehnsgatan är gata i stadsdelen Vasastan i Stockholms innerstad. Gatan sträcker sig mellan Jarlaplan och Sveavägen, som den möter i höjd med Handelshögskolan i Stockholm.
Gatan har fått sitt namn efter bryggaråldermannen Johan Eriksson Rehn som 1686 köpt en tomt norr om gatan. Med åren utvidgades hans ägor och kom att sträcka sig mellan Tullportsgatan och Träsket. Han lät på marken uppföra en kvarn vilken döptes till Jan Erss efter ägaren. Tomten kom sedan att ingå i den Gyllenborgska malmgården. Gatan benämns Rehns Gränd i skrifter från 1770 och 1849, och från 1883 med dess nuvarande namn.